# Мануель Кінтана
Мануе́ль Кінта́на (ісп. Manuel Quintana; 18 жовтня 1835 — 12 березня 1906) — аргентинський адвокат і політик, обіймав посаду президента Аргентини з 1904 року і до смерті. 11 серпня 1905 року на нього було здійснено замах, але він та його дружина, яка перебувала в автомобілі поруч з ним, не постраждали. Похований на кладовищі Реколета.